# 港澳台同胞
港澳台同胞:8:3、港澳台胞:74即是香港同胞、澳门同胞、台湾同胞的合称，按不同組合亦可並称港澳同胞、港台同胞:8，均為中華人民共和國方面使用的政治術語，是基于中华人民共和国政府主张的一个中国政策，用以称呼港澳台地区的中国公民的词语，而依据个体身份衍生出港澳台商、港澳台学生的称谓。学术研究中，香港同胞一类的用词视为公民身份概念，其次是居民身份概念:147。
港澳台同胞、海外华侨（侨胞）:8:3构成了對中国大陆地区之外的中国公民的称谓。全国各族人民、港澳台同胞、海外华侨（侨胞）:74则构成了对全体中国公民的称谓。

## 政治背景
1949年，中华人民共和国成立，中華民國政府撤退至台灣，形成台灣海峽两岸事實分治的局面。在法理上，中華民國政府和中华人民共和国政府均主张拥有全中国的主权。中華民國國民、中华人民共和国公民、中國公民在法理上相互重叠。
自1949年起，中华人民共和国政府基于对全中国的主权主张，将尚未實際管辖的香港、澳門、台灣、澎湖、金門和馬祖視作中华人民共和国领土范围，並視港澳台地区的中国公民為中华人民共和国公民、中国大陆境外居民。
隨着香港回歸和澳門回歸，中華人民共和國恢復對香港和澳門行使主權，大部分香港人和澳門人的中國國籍（中華人民共和國國籍）得到實際確認，而香港同胞和澳門同胞等稱呼沿用至今。

## 港澳同胞及眷屬
香港同胞、澳门同胞合称港澳同胞，即香港居民、澳門居民中的中国籍公民:147。可细分为，有香港永久居留權的中國籍香港居民，及未取得香港永久居留權但仍經中國大陸相關部門批准並移居香港的中國公民，以及持有澳門居民身份證的中國籍澳门居民。
港澳同胞眷屬則指港澳同胞在中國大陸的眷屬，包活配偶、父母、子女及其配偶、兄弟姊妹、祖父母、外祖父母、孫子女、外孫子女，以及與港澳同胞有長期扶養關係的其他親屬。

## 台湾同胞及眷屬
台湾同胞简称台胞，与台湾地区居民概念相类似。狭义上指，包括金马地区在内，拥有臺灣地區戶籍的中國公民（中華民國國民）:42。1980年代，两岸关系缓和之后，在中国大陆，经商、就业、入学的台湾同胞依个人身份，可分为台商、台幹、台劳、台生等。
台属最早指1949年随国府迁台人员（或称去台人员）在中国大陆的眷屬。早期，在中华人民共和国政治定义中，台属即是家庭成分不佳者，待遇恶劣。1980年代政治风气转变，台属成为中华人民共和国各级政府优待对象，在地方政府组织下，建立起台属相关组织。1990年代至今，两岸交流频繁，通婚成为常见现象。与台湾同胞结婚的大陆籍人士，中华民国方面称为大陆配偶，中华人民共和国方面则称为涉台婚姻人员、涉台婚姻对象，此类婚姻即是涉台婚姻。维护台胞、台属、涉台婚姻对象的利益亦成为中国大陆各级政府对台工作的工作职能。

## 备注
1. ↑  法（研）发〔1987〕30号《最高人民法院、城乡建设环境保护部关于复查历史案件中处理私人房产有关事项的通知》原文：“落实华侨、港澳台胞私房政策问题等[……]”
2. 1 2  2000年代以来，历年中华人民共和国领导人新年贺词中，中共中央总书记、中华人民共和国主席胡锦涛、习近平称呼全体中国公民为“全国各族人民、香港特别行政区同胞、澳门特别行政区同胞、台湾同胞、海外侨胞”。中共中央国务院春节团拜会中，发表讲话的党和国家领导人使用的全体中国公民的称谓则略有不同。国务院总理温家宝称“全国各族人民、香港同胞、澳门同胞、台湾同胞、海外侨胞”，中共中央总书记、国家主席习近平称“全国各族人民、香港特别行政区同胞、澳门特别行政区同胞、台湾同胞、海外侨胞”。
3. ↑  部分非華裔香港居民未能自動獲得中國國籍（中華人民共和國國籍），繼續保有原有的英國國籍。